# Drums (casa discografica)
La Drums è stata una casa discografica italiana, attiva tra i primi anni settanta e gli anni novanta.

## Storia
La Drums fu fondata a Torino nei primi anni '70 da Mario Mattio e Chiara Torcasso, che erano i titolari delle Edizioni musicali Drums, attive già nel decennio precedente.
La sede dell'etichetta era in via Camerana 28 a Torino; il logo era costituito dalla scritta Drums inserita all'interno dei due piatti di un charleston.
Nel corso della sua attività la Drums pubblicò dischi di ogni genere, dal progressive degli Zauber o dei palermitani The Progress Group ai cantautori come Enzo Maolucci, dal liscio di Martin al melodico del Duo Fasano e di Mariolino Barberis, fino al jazz degli Art Studio.
All'etichetta collaborò anche, come autore, Giorgio Fattori.
L'etichetta cessò l'attività alla fine degli anni'90, dopo alcune pubblicazioni in CD; continuò però l'attività editoriale come Drums Edizioni Musicali (S.N.C.) e la sede in via Montevecchio a Torino, continuando a pubblicare qualche cd. In questo periodo, la casa discografica torinese, fu attiva nella realizzazione di opere editoriali, in particolare didattiche - metodo per chitarra, batteria, fisarmonica - e per imparare a leggere e scrivere la musica, tradotti anche in francese. Fu realizzata una collana editoriale caratterizzata da metodo stampato e supporto video, venduta presso i negozi di strumenti musicali e nelle edicole, ideata dal fondatore della Drums Mario Mattio e dal nipote Riccardo Avitabile (all'epoca socio e direttore artistico che collaborò con la società dal 1992 al 1994).
La Drums edizioni musicali s.n.c. pubblicò inoltre per più di due anni un periodico rivolto agli addetti ai lavori denominato Orchestre in. 
Nel 1994 realizzò una commedia radiofonica con la partecipazione di Margherita Fumero, Tony Mazzara e Andrea Barbato, divulgata in più di 150 radio private (Ballando insieme appassionatamente) un progetto di intrattenimento nello stile dei successivi "entertainment format".

## Dischi
La datazione qui riportata si basa sull'etichetta del disco o sulla copertina; qualora nessuno di questi elementi abbia una datazione, è basata sulla numerazione del catalogo; talora è, infine, basata sul codice della matrice di stampa. Se esistenti, sono riportati, oltre all'anno, il mese e il giorno (quest'ultimo dato si trova, a volte, stampato sul vinile).

### 33 giri
| Numero di catalogo | Anno | Interprete                      | Titoli                       |
| ------------------ | ---- | ------------------------------- | ---------------------------- |
| EDL 2010           | 1976 | Gialma 3                        | Rain's dream                 |
| EDL 2015           | 1977 | Crazy Band                      | I giovani della notte        |
| EDX-001            | 1977 | Art Studio                      | Art Studio                   |
| EDL 2043           | 1979 | Gialma 3                        | L'isola del Tonal            |
| EDL 2072           | 1981 | Gialma 3                        | Gialma planet                |
| EDL 2080           | 1981 | Bluerba                         | Bluerba                      |
| EDL 2087           | 1982 | Tony Pagliaro e i Picciotti     | Alla taverna di Manghisi     |
| EDL 2094           | 1982 | Free Wave System                | Nonostante tutto             |
| EDL 2102           | 1982 | Gerardo                         | Nuie 'nnammurate             |
| EDL 2103           | 1982 | Lucia Altieri                   | Come un gabbiano             |
| EDL 2118           | 1983 | Meat Puppets                    | Gold                         |
| EDL 2143           | 1986 | Riccardo Donna                  | Whisky e coca                |
| EDL 2146           | 1984 | Manuel                          | Vedrò vedrai                 |
| EDL 2159           | 1985 | Zauber                          | Profumo di rovina            |
| EDL 2166           | 1985 | Massimo Carpani                 | Life fantasy                 |
| EDL 2177           | 1985 | Margherita Fumero               | in Sconcerto                 |
| EDL 2178           | 1984 | Mirage                          | Mirage                       |
| EDL 2182           | 1986 | Andrea Gonella                  | Sentirsi un re               |
| ED 2187            | 1987 | Giovanna                        | 'na sera 'e maggio           |
| EDL 2190           | 1988 | Gino Rodofile                   | Bimba                        |
| EDQ 2195           | 1988 | Gianni Borgogno                 | Cuore su cuore               |
| EDQ 2199           | 1988 | Mirage                          | W la libertà                 |
| EDL 2200           | 1988 | Alberto Cogo & Laura Volterrani | Alberto e Laura              |
| EDL 2222           | 1988 | Quartetto Italiano              | Quartetto italiano 1900-1960 |
| EDL 2233           | 1988 | Gino Rodofile                   | Cinema                       |
| EDL 2242           | 1989 | Giulio Camarca e Bob Romanini   | Honeysuckle rose             |
| EDL 2246           | 1990 | The Green Children              | The Awakening                |
| EDL 2248           | 1990 | Gialma 3                        | Isola del Tonal              |
| EDL 2255           | 1990 | Margherituccia                  | Mamma... uffa quanto rompi!  |

### 45 giri
| Numero di catalogo | Anno          | Interprete                                 | Titoli                                                |
| ------------------ | ------------- | ------------------------------------------ | ----------------------------------------------------- |
| ED 2001            | 1976          | Sauro                                      | Il tempo dell'attesa/Acqua passata                    |
| ED 2005            | 1976          | I Doposcuola                               | La lite/La conta del gioco                            |
| ED 2006            | 1976          | Romano Farinatti                           | Kangaroo/Isle of love                                 |
| ED 2007            | 1976          | Roby e i Gentlemen                         | Sospiro/Ciao                                          |
| ED 2008            | 1976          | Renzo Ravinale                             | Va/Lei                                                |
| ED 2013            | 1976          | Misterbianco                               | Maria, Maria/Più grande e serena                      |
| ZDR 50616          | 1976          | Jam Session                                | Kangaroo/Isle of love                                 |
| ZDR 50617          | 1977          | Reportage Ensemble                         | Guadalupe/Loquillo party                              |
| ED 2022            | 1977          | Guido Monge & I Mack 9                     | Luce del mattino/Bird song                            |
| ED 2026            | 1977          | Antonella & Le Tre Regioni                 | Una lacrima/Stu core pazzo                            |
| ED 2028            | 1977          | Gianfracasso Ensemble                      | Music on my mind/Top 2                                |
| ED 2034            | 1978          | Nuova riforma                              | I pescatori di perle/Divagazione                      |
| ED 2035            | 1978          | Analisi 91                                 | Dolce sogno/Disco magic                               |
| ED 2036            | 1978          | Mastromarino                               | Ti amo di più/Per la mia Michelle                     |
| ED 2038            | 1979          | Wanna                                      | La mole/La giostra della vita                         |
| ED 2041            | 1979          | Jam Session                                | Taboga (Part 1)/Taboga (Part 2)                       |
| ED 2042            | 1979          | Drums Music Show                           | Sexy banana/Samedi soir                               |
| ED 2044            | 1979          | Jonny Nine                                 | La canavesana/Il nuovo valzer                         |
| ED 2045            | 1979          | Divina Commedia                            | Bella sei/Dolce avventura                             |
| ED 2047            | 1980          | Fusione del suono                          | Luce del mattino/Insieme a noi                        |
| ED 2048            | 1980          | Balthaazar                                 | Me ne frego/Nato stanco                               |
| ED 2050            | 1980          | I Mappet                                   | You and me/I'm here                                   |
| ED 2054            | 1980          | Patrizia                                   | Stallone part 1/Stallone part 2                       |
| ED 2055            | 1980          | Le Facce Nuove                             | Verrò da te/Ragazzina                                 |
| ED 2056            | 1980          | Mina Zaccaria                              | Gira gira/Bandiera bianca                             |
| ED 2057            | 1980          | Franco Petracca                            | Ricordo di un amore/La mia vera donna                 |
| ED 2060            | 1980          | Divina Commedia                            | Bella sei/Dolce avventura                             |
| ED 2062            | 1980          | T.N.T.                                     | Come sei/Mister Sam                                   |
| ED 2065            | 1980          | Martin                                     | Liscio a Torino/Langarola                             |
| ED 2066            | 1980          | Orchestra Johnny Nine                      | Vivian / Vecchio Trenino                              |
| ED 2067            | 1981          | Giorgio Di Borgaretto / Patrizia           | Ahi! La Mela / Gli Animali Di Tom                     |
| ED 2068            | 1981          | Giuseppe Russo                             | Festa Grande / Tu Mio Signore                         |
| ED 2069            | 1982          | Dublefas Orchestra                         | I Am Here / Un Ricordo                                |
| ED 2070            | 1981          | Dario Mazzoleni                            | Carletto/Gli animali di Tom                           |
| ED 2073            | 1981          | Carlos Cosmo                               | Anna/Un'altra donna                                   |
| ED 2078            | 1981          | Riccardo Donna                             | Il cammello/Incubo                                    |
| ED 2081            | 1981          | Tony Bianco                                | La grande illusione/Che peccato                       |
| ED 2082            | 1981          | Tambara                                    | Ero piccola/Libera sarò                               |
| ED 2084            | 1981          | Adriano Totaro                             | Bella per me/Ero ancora un bambino                    |
| ED 2087            | 1981          | Antonella Forte                            | Quattro lune/Blu                                      |
| ED 2088            | 1981          | Tonia D'Errico                             | Donna o no/Un'estate insieme a te                     |
| ED 2089            | 1981          | Carlo Celi                                 | Dove sei/Io no                                        |
| ED 2090            | 1981          | Zauber                                     | I lillà/L'estate dei ragazzi                          |
| ED 2095            | 1982          | Zauber                                     | Dentro me/Periferia                                   |
| ED 2097            | 1982          | Enzo Maolucci (con lo pseudonimo The Rams) | American footbal game/Touch down                      |
| ED 2099            | 1982          | The Stray-King                             | Woman/Skinny clowns                                   |
| ED 2101            | 1982          | Renato Ferraro                             | Sempre che/Bersaglio mobile                           |
| ED 2104            | 1982          | Stone hage                                 | Uomo/Pazzo                                            |
| ED 2106            | 1982          | Latitudine 45                              | Neve/La città                                         |
| ED 2107            | 1982          | Luci di Città                              | Trasparenze/Glory                                     |
| ED 2110            | 1983          | Nuova Immagine                             | La mia principessa/Dedicato a noi                     |
| ED 2111            | 1982          | Attilio                                    | Lontano/Aiutami a vivere                              |
| ED 2112            | 1982          | Lucia Altieri                              | Mandolino/Metronomo                                   |
| ED 2113            | 1980          | Cinzia                                     | Un'estate insieme a te/Donna o no                     |
| ED 2120            | 1982          | Riccardo Donna                             | Capo indiano/Due                                      |
| ED 2121            | 1982          | Pier Carlo Quercia                         | Dolce notte/Signora                                   |
| ED 2123            | 1982          | Manuela                                    | L'importante/Soltanto aria                            |
| ED 2127            | 1981          | Pino Manolio                               | Ricordi/Tuffo al sole                                 |
| ED 2129            | 1983          | Attilio                                    | Dentro me/L'attore                                    |
| ED 2132            | 1985          | Edo Puma                                   | Dolce notte/Signora                                   |
| ED 2134            | 1985          | Duo Fasano                                 | Noi/Io verrò con te                                   |
| ED 2135            | 1980          | Crazy Band                                 | Cattiva fortuna/Gesù, io...                           |
| ED 2139            | 1983          | Alexandra                                  | Alfabeto della vita/Io canto per chi                  |
| ED 2141            | 1983          | Marco Ravagnan                             | Canto per me/Ricordi                                  |
| ED 2142            | 1984          | La lanterna di Tommy                       | Tu hai sorriso/Basta poco                             |
| ED 2145            | 1983          | Ombretta                                   | L'importante/Soltanto aria                            |
| ED 2147            | 1985          | Mirage                                     | Marimba/Solo musica                                   |
| ED 2151            | 1984          | Alvaro Roberti                             | Mia/L'immagine di te                                  |
| ED 2153            | 1985          | Franca Sebastiani                          | Io cambierò/Posto vuoto                               |
| ED 2155            | 1983          | Patricia & Top Secret                      | Amour Interdit                                        |
| ED 2156            | 1985          | Phoenix                                    | Ritmo/Suono                                           |
| ED 2158            | 1984          | Edo Puma                                   | Ciao ciao/Sali                                        |
| ED 2167            | 1985          | Mirage                                     | Venezia a settembre/Martinica                         |
| ED 2169            | 1985          | Beppe Nardi                                | Vola e va/Soli nella notte                            |
| ED 2170            | 1984          | Manuela                                    | Sola/Nel mondo delle favole                           |
| ED 2172            | 1985          | La Strana Frequenza                        | E mi rilasso/Ma che mi racconti                       |
| ED 2173            | 1985          | Ezio Venturi & I Poeti Superaliens         | Autunno I Tuoi Sogni                                  |
| ED 2174            | 1984          | Sisma                                      | Pensieri D'Amore / Sfida Con La Vita                  |
| ED 2183            | 1982          | Sergio Mauri                               | Non Piangere / Dolce Mandolino                        |
| ED 2185            | 1984          | Claudio Chiale                             | Pensieri / October                                    |
| ED 2186            | 1985          | Carmine Miele                              | Dolce Mandolino                                       |
| EDN 2188           | 1987          | Gianni Davoli                              | Vacanza/E via e via via                               |
| EDN 2191           | 1985          | Manuel                                     | Donna anima/Voglia d'amore                            |
| EDN 2193           | 1987          | Carmen                                     | Sei rimasta nell'anima/Messaggio                      |
| EDN 2194           | 1976          | NY Mendes                                  | Santana dream/Running man                             |
| EDN 2201           | 1984          | Giacomo                                    | Mia/Dolce mandolino                                   |
| EDN 2204           | 1984          | Rodofile                                   | Cinema/Dammi il sole                                  |
| EDN 2206           | 1981          | John Kenneth Nelson                        | L'amour assedic/La riviere noir                       |
| EDN 2207           | 1977          | David                                      | Canta... corri/Domani si vedrà                        |
| EDN 2208           | 1984          | The Progress Group                         | E' lo stesso per me/A recollection will remain        |
| EDN 2213           | 1986          | Fabio & Renato                             | Che peccato/Se                                        |
| EDN 2215           | 1985          | Mariolino Barberis                         | Occhi di bimba/Nell'oscurità                          |
| EDN 2216           | 1986          | La Strana Società                          | Quale di noi/Basta                                    |
| EDN 2225           | 1989          | Quartetto Italiano                         | Cha cha chando/Una giornata di sole                   |
| EDN 2227           | Febbraio 1990 | The Green Children                         | Paper Dream/Green Children                            |
| EDN 2228           | 1990          | Valerio Liboni, Sabrina Anselmi            | Un Amore Di Isola                                     |
| EDN 2229           | 1990          | La Strana Società                          | Briciole d'amore/Un'amica in più                      |
| EDN 2230           | 1993          | Milk And Coffee                            | Tu Vivi / Non Esistono Gli Eroi                       |
| EDN 2231           | 1992          | Vittorio Barrile                           | Da Dimenticare / Cristina Ricci                       |
| EDN 2232           | 1989          | Sabrina Anselmi                            | E penso a noi come un gabbiano/L'amore è una tempesta |
| EDN 2234           | 1990          | Calciatori del Palermo con Rino Martinez   | Palermo mondiale/Dammi una ragione                    |
| EDN 2236           | 1990          | Crazy Band                                 | Uh, mama/Devi morire!                                 |
| EDN 2238           | 1990          | Sandy                                      | Nuvole/Nuvole (strumentale)                           |
| EDN 2243           | 1991          | Mimmo Gullì                                | Restare solo/Era la mia donna                         |
| EDN 2258           | 1991          | La Strana Società                          | Scegli tu/Medley 1972-'80                             |

### Mix
| Numero di catalogo | Anno | Interprete | Titoli                  |
| ------------------ | ---- | ---------- | ----------------------- |
| ED 2149            | 1984 | La Troupe  | Dancing mix/Dancing tab |

### CD
| Numero di catalogo                          | Anno | Interprete    | Titoli                 |
| ------------------------------------------- | ---- | ------------- | ---------------------- |
| ECD 2239                                    | 1991 | Zauber        | Est                    |
| ECD 2256                                    | 1992 | Zauber        | Phoenix                |
| DRM 258 (pubblicato come edizioni musicali) | 2007 | Tony Pagliaro | Caro vecchio fonografo |